# Frontière entre la Barbade et Saint-Vincent-et-les-Grenadines
La frontière entre la Barbade et Saint-Vincent-et-les-Grenadines est la frontière, intégralement maritime, séparant la Barbade et Saint-Vincent-et-les-Grenadines, dans les Petites Antilles (mer des Caraïbes).
L'accord a été signé le 31 août 2015 entre le Premier ministre barbadien Freundel Stuart et le Premier ministre vincentais Ralph Gonsalves.

## Caractéristiques
Les coordonnées du point Nord doit coïncider avec le tripoint Saint-Vincent-et-les-Grenadines—Sainte-Lucie—Barbade.
Les coordonnées du point Sud doit coïncider avec le tripoint Saint-Vincent-et-les-Grenadines—Trinité-et-Tobago—Barbade.